# Nicaragua
Nicaragua (phiên âm Tiếng Việt: Ni-ca-ra-goa), tên chính thức là Cộng hòa Nicaragua (tiếng Tây Ban Nha: República de Nicaragua, IPA [re'puβlika ðe nika'raɰwa]) là một quốc gia tại Trung Mỹ. Đây là nước lớn nhất ở Trung Mỹ, nhưng cũng có mật độ dân cư thấp nhất với số nhân khẩu chỉ tương đương các nước láng giềng nhỏ hơn. Nước này giáp với Honduras ở phía bắc, Costa Rica ở phía nam. Bờ biển phía tây trên bờ Thái Bình Dương, còn phía đông là Biển Caribe.
Tên nước xuất phát từ chữ Nicarao, tên của bộ lạc sử dụng ngôn ngữ Nahuatl từng sống trên bờ biển Lago de Nicaragua trước khi Cuộc chinh phục châu Mỹ của Tây Ban Nha diễn ra, và từ tiếng Tây Ban Nha Agua, nghĩa là nước, vì sự hiện diện của hai hồ lớn Lago de Nicaragua và Lago de Managua trong vùng.
Thời chinh phục của Tây Ban Nha, Nicaragua là tên của một dải đất hẹp giữa Hồ Nicaragua và Thái Bình Dương. Thủ lĩnh Nicarao là người đứng đầu vùng đất này khi những kẻ chinh phục đầu tiên đặt chân tới. Thuật ngữ sau này đã được công nhận, và mở rộng, để chỉ nhóm người sống tại vùng đó: người Nicaraos hay Niquiranos.
Bộ tộc Nicarao đã di cư tới vùng này theo lời khuyên của các vị chức sắc tôn giáo từ các vùng phía bắc sau khi Teotihuacán sụp đổ. Theo truyền thống, họ đi về phía nam cho tới khi gặp một cái hồ với hai ngọn núi lửa nổi trên mặt nước, và họ đã dừng lại khi tới Ometepe, hòn đảo núi lửa nước ngọt lớn nhất thế giới.

## Lịch sử
Năm 1524, conquistador Francisco Hernández de Córdoba đã thành lập những khu định cư thường trực Tây Ban Nha đầu tiên, gồm hai thị trấn chính của Nicaragua: Granada tại Hồ Nicaragua và León phía đông Hồ Managua. Được coi như một thuộc địa của Tây Ban Nha bên trong vương quốc Guatemala trong thập niên 1520, Nicaragua đã trở thành một phần của Đế chế Mexico và sau này giành lại độc lập như một phần của Các tỉnh Trung Mỹ Thống nhất năm 1821 và sau đó như một nhà nước cộng hòa độc lập với quyền của riêng mình năm 1838. Mosquito Coast dựa trên Bluefields tại Đại Tây Dương được Đế quốc Anh tuyên bố là khu vực bảo hộ từ năm 1655 tới 1850; vùng này được giao lại cho Honduras năm 1859 và tiếp tục chuyển cho Nicaragua năm 1860, dù nó vẫn tiếp tục có quy chế tự trị cho tới năm 1894.
Giai đoạn chính trị đầu tiên sau khi giành độc lập của Nicaragua có đặc điểm ở sự đối đầu giữa tầng lớp lãnh đạo tự do tại León và tầng lớp lãnh đạo bảo thủ tại Granada. Sự đối đầu này đã dẫn tới cuộc nội chiến. Ban đầu được những người tự do mời tham gia cùng họ vào cuộc đấu tranh chống phe bảo thủ (1855), một nhà thám hiểm Mỹ tên là William Walker hầu như chưa kịp chiến đấu đã thu được thắng lợi cho phe tự do. Vì thế ông ta thấy rằng việc chiếm lấy cả đất nước cũng không khó khắn. Walker tự phong mình làm tổng thống năm 1856 với ý định thành lập một nhà nước nô lệ khác cho Hoa Kỳ. Sợ kế hoạch của ông ta sẽ còn mở rộng thêm, nhiều nước Trung Mỹ khác đã phối hợp lật đổ Walker khỏi Nicaragua năm 1857, mỉa mai thay với sự ủng hộ của nhà công nghiệp Hoa Kỳ Cornelius Vanderbilt, người trước đó đã trợ cấp cho hành động cướp nước Nicaragua của Walker. Walker bị hành quyết tại nước Honduras láng giềng ngày 12 tháng 9 năm 1860. Tiếp sau đó là giai đoạn cầm quyền ba thập kỷ của phe bảo thủ.
Lợi dụng sự chia rẽ trong phe bảo thủ, José Santos Zelaya đã lãnh đạo một cuộc nổi dậy đưa ông tới quyền lực năm 1893. Zelaya đã chấm dứt cuộc tranh cãi từ lâu với Anh Quốc về Atlantic Coast năm 1894, và tái nhập Mosquito Coast vào Nicaragua.
Nicaragua đã cung cấp hỗ trợ trong Chiến tranh thế giới thứ hai, và là nước đầu tiên trên thế giới phê chuẩn Hiến chương Liên hiệp quốc.
Nicaragua từng nhiều lần bị can thiệp từ bên ngoài và những giai đoạn độc tài quân sự kéo dài, thời kỳ dài nhất là thời gian cầm quyền của gia đình Somoza, trong hầu như cả thế kỷ XX. Gia đình Somoza lên nắm quyền lực một phần nhờ hiệp ước năm 1927 do Mỹ đề xướng muốn thúc đẩy việc thành lập đội quân Phòng vệ Quốc gia thay thế cho các quân đội cá nhân nhỏ trước đó.Bản mẫu:Chú thích-needed Vị tướng duy nhất của Nicaragua từ chối ký hiệp ước này (el tratado del Espino Negro) là Augusto César Sandino ông đã bỏ lên vùng núi phía bắc Las Segovias, và chiến đấu chống lại các lực lượng lính thủy đánh bộ Mỹ trong năm năm.
Cuối cùng lực lượng lính thủy đánh bộ đạt được một thỏa thuận với phe du kích Sandinista. Lính thủy đánh bộ rút đi và Juan Bautista Sacasa nắm quyền kiểm soát toàn bộ đất nước. Một lực lượng Phòng vệ Quốc gia được thành lập và Anastasio Somoza Garcia, một người từng học tập tại Hoa Kỳ, trở thành người đứng đầu lực lượng mới này.
Từ vị trí của mình trong lực lượng Phòng vệ Quốc gia, Somoza cuối cùng đã thâu tóm được toàn bộ đất nước. Sợ sự chống đối quân sự có thể xảy ra từ Sandino, Somoza mời ông tới gặp tại Managua, nơi ông bị lực lượng Phòng vệ Quốc gia ám sát ngày 21 tháng 2 năm 1934. Somoza kiểm soát toàn bộ đất nước và tiêu hủy mọi đội quân vũ trang nào có khả năng chống lại mình. Tới lượt Somoza bị Rigoberto Lopez Perez, một nhà thơ Nicaragua, ám sát năm 1956. Luis Somoza Debayle, con trai lớn của nhà độc tài, chính thức lãnh đạo Nicaragua sau cái chết của cha mình.
Luis chỉ nắm quyền được vài năm khi ông chết vì một cơn đau tim. Ông được cho là một người ôn hoà. Tiếp sau đó là vị tổng thống bù nhìn Rene Shick. Anastasio Somoza Debayle, người chỉ huy lực lượng Phòng vệ Quốc gia, nắm quyền kiểm soát đất nước. Ông chính thức lên nhậm chức tổng thống sau Shick. Năm 1961, một sinh viên trẻ, Carlos Fonseca, ngưỡng mộ Sandino, thành lập nên Mặt trận Giải phóng dân tộc Sandinista (FSLN). FSLN trong suốt thập kỷ 1960 chỉ là một đảng nhỏ, nhưng sự căm ghét của Somoza với FSLN và sự đối xử thẳng tay với bất kỳ ai bị ông cho là một người yêu mến Sandinista khiến nhiều người dân thường Nicaragua có cảm giác rằng những người Sandinista mạnh hơn thực tế.
Một số nhà sử học Nicaragua cho rằng trận động đất tàn phá Managua năm 1972 chính là "chiếc đinh cuối cùng đóng vào quan tài" cho Somoza. Khoảng 90% thành phố bị phá huỷ, và sự tham nhũng vô liêm sỉ của Somoza, việc tổ chức cứu tế kém cỏi (khiến ngôi sao của đội bóng chày Pittsburgh Pirates Roberto Clemente phải đích thân bay tới Managua ngày 31 tháng 12 năm 1972 - một chuyến bay chấm dứt với cái chết bi thảm của ông) và việc từ chối tái xây dựng Managua khiến Sandinista bỗng trở nên một biểu tượng với những người tuổi trẻ Nicaragua, những người đã không còn gì để mất.
Somoza cho rằng các công ty độc quyền trong lĩnh vực công nghiệp là điều cần có để tái thiết quốc gia, nhưng không cho phép các thành viên khác trong tầng lớp thượng lưu chia sẻ lợi nhuận từ hoạt động tăng trưởng kinh tế. Điều này khiến hình ảnh của Somoza càng xấu đi trong mắt giới kinh tế và họ không còn ủng hộ ông ta nữa. Năm 1976 một loại bông nhân tạo, một trong những trụ cột của kinh tế Nicaragua, được phát triển. Việc này khiến giá bông giảm sút, và nền kinh tế Nicaragua rơi vào khủng hoảng.
Các vấn đề kinh tế càng khiến phe Sandinista có được tình cảm từ phía nhân dân trong cuộc đấu tranh chống Somoza và nhiều người Nicaragua ở các tầng lớp phía trên cho rằng họ là cứu cánh duy nhất đưa đất nước thoát khỏi chế độ bạo tàn Somoza. Vụ ám sát Pedro Joaquin Chamorro, tổng biên tập tờ báo quan trọng nhất Nicaragua và là người công khai đối đầu Somoza vào tháng 1 năm 1978, được cho là tia lửa dẫn tới sự bùng phát tình cảm chống Somoza trong nhân dân. Khi ấy thủ phạm được cho là thành viên của lực lượng Phòng vệ quốc gia.
Những người Sandinistas, được sự ủng hộ của đa số dân chúng, Nhà thờ Cơ đốc giáo, và các chính phủ khu vực cũng như quốc tế lên nắm quyền vào tháng 7 năm 1979. Somoza rời bỏ đất nước và những kẻ trung thành trong lực lượng Phòng vệ quốc gia của mình, chết ở Paraguay vì bị ám sát tháng 9 năm 1980 bởi những thành viên của Đảng Công nhân Cách mạng Argentina. Những chương trình lớn và quan trọng của Sandinistas gồm cuộc Thập tự chinh Xóa mù chữ Quốc gia (tháng 3-tháng 8 năm 1980) và một cuộc cải cách ruộng đất lớn đưa đất đai vào tay những người nông dân vô sản.
Tổng thống Mỹ Jimmy Carter, người từng cắt viện trợ cho Somoza năm trước, ban đầu lựa chọn viện trợ cho chính phủ mới, nhưng tới cuối nhiệm kỳ viện trợ ngày càng giàm và cuối cùng bị Tổng thống Reagan vì có bằng chứng cho thấy Sandinista ủng hộ những người nổi loạn FMLN tại El Salvador. Trước khi Hoa Kỳ ngừng viện trợ, Bayardo Arce, một chính trị gia FSLN, đã cho rằng "Nicaragua là nước duy nhất xây dựng chủ nghĩa xã hội của riêng mình bằng đồng đôla của chủ nghĩa đế quốc."
Sau một giai đoạn thắng lợi ngắn, những người Sandinista phải đối mặt với một cuộc nội chiến với Contra, một lực lượng kiểu khủng bố xuất hiện trong thời cầm quyền của tổng thống Ronald Reagan. Contra được Mỹ huấn luyện và cung cấp tài chính để chiến đấu với Sandinista, gây ra sự chỉ trích ngày càng tăng bên trong Hoa Kỳ, kể cả tại Nghị viện. Khi Nghị viện cắt bỏ khoản viện trợ cho Contra, Đại tá phụ tá của Reagan là Oliver North đã dựng lên một kế hoạch cung cấp viện trợ cho Contra thông qua việc bí mật bán vũ khí cho Iran, một thất bại dẫn tới cái gọi là Vụ Iran-Contra.
Daniel Ortega đã giành chiến thắng áp đảo trong cuộc bầu cử tổng thống năm 1984, nhưng những năm chiến tranh đã làm suy yếu nền kinh tế Nicaragua và khiến nhiều gia đình rơi vào tình trạng khó khăn. Cuộc bầu cử được các tổ chức phi chính phủ phương tây được phép vào Nicaragua giám sát cho là minh bạch, dù một số người vẫn cho rằng Ortega đã đàn áp các đảng đối lập.
Nicaragua đã giành thắng lợi lịch sử trong vụ kiện chống lại Hoa Kỳ tại Tòa án Luật pháp Quốc tế năm 1986 (xem Nicaragua và Hoa Kỳ), và Hoa Kỳ buộc phải trả Nicaragua 12 tỷ đôla vì vi phạm chủ quyền của Nicaragua qua việc tiến hành tấn công họ. Hoa Kỳ từ chối chấp nhận Tòa án và cho rằng họ không có thẩm quyền đối với những việc quan hệ của quốc gia có chủ quyền. Chính phủ Hoa Kỳ từ chối trả khoản tiền, thậm chí cả khi nghị quyết của Đại hội đồng Liên hiệp quốc về vấn đề này đã được thông qua.

### Thập kỷ 1990 và Thời kỳ Hậu Sandinista
Cuộc bầu cử đa đảng được tổ chức năm 1990 với phần thua thuộc về phe Sandinista trước liên minh các đảng chống Sandinista (thuộc cả cánh tả và cánh hữu) do Violeta Chamorro, vợ góa của Pedro Joaquín Chamorro, lãnh đạo. Sự thất cử đã làm phe Sandinista ngạc nhiên bởi những cuộc thăm dò ý kiến trước bầu cử cho thấy một thắng lợi chắc chắn của Sandinista và những cuộc bận động tranh cử trước bầu cử của họ đã thu hút những đám đông hàng trăm ngàn người. Kết quả không ngờ đó đã trở thành chủ đề của nhiều bài phân tích và bình luận, và được các nhà bình luận như Noam Chomsky và S. Brian Willson quy cho có nguyên nhân từ những lời đe dọa của phe Contra tiếp tục chiến tranh nếu người Sandinista còn nắm giữ quyền lực, những người dân Nicaragua nói chung đã quá mệt mỏi vì chiến tranh và một phần khác là những khoản viện trợ to lớn của Hoa Kỳ cho phe đối lập.
Mặt khác, P. J. O'Rourke đã viết trong cuốn "Return of the Death of Communism" về "những lợi thế không hợp lệ khi sử dụng các nguồn tài nguyên quốc gia cho các mục đích đảng phái, về cách làm thế nào Sandinista kiểm soát hẹ thống chuyển tiếp ngăn chặn những người ủng hộ Liên đoàn đối lập thống nhất Nicaragua (UNO) tham gia các cuộc tuần hành tranh cử, làm cách nào Sandinista buộc các binh sĩ trong quân đội bỏ phiếu cho Ortega và bằng cách nào bộ máy quan liêu Sandinista ngăn chặn khoản tiền viện trợ 3,3 triệu đôla của Hoa Kỳ cho chiến dịch tranh cử không thể tới tay UNO trong khi Daniel Ortega chi tiêu hàng triệu đôla do những người dân ở nước ngoài quyên tặng và hàng triệu triệu từ ngân khố Nicaragua..."
Những cuộc phỏng vấn người dân Nicaragua sau khi họ đã bầu cử cho thấy đại đa số cử tri đã bỏ phiếu cho Charmorro vì lệnh cấm vận kinh tế của Mỹ chống chính phủ Ortega. Những cuộc phỏng vấn này cũng thuyết phục Daniel Ortega rằng các kết quả bầu cử là hợp pháp và góp phần vào quyết định chấp nhận kết quả bầu cử của nhân dân rút lui khỏi quyền lực của ông ta thay vì không chấp nhận nó.
Chamorro nhận được một nền kinh tế đã hoàn toàn suy sụp. Thu nhập trên đầu người của người dân Nicaragua đã giảm tới 80% trong thập niên 1980, vì các chi phí tài chính và xã hội cho cuộc chiến với Contra của chính phủ Sandinista. Điều gây ngạc nhiên cho người Mỹ và lực lượng Contra, Chamorro không giải tán Quân đội Sandinista, dù tên của nó đã được đổi thành Quân đội Nicaragua. Đóng góp chủ yếu của Chamorro cho Nicaragua là việc giải giáp các nhóm vũ trang tại các vùng phía bắc và miền trung đất nước. Điều này giúp tăng sự ổn định vốn thiếu ở nước này trong hơn một thập kỷ.
Trong cuộc bầu cử tiếp sau năm 1996, Daniel Ortega và những người Sandinista thuộc FSLN một lần nữa bị đánh bại, lần này là bởi Arnoldo Alemán thuộc Đảng Tự do Lập hiến (PLC). Tổng thống Alemán đã có sự đồng thuận chiến lược với Ortega và FSLN, và chính trị Nicaragua hầu như được thành lập trên một hệ thống lưỡng đảng, với PLC và FSLN cùng hợp tác phân chia quyền lợi chính phủ cũng như các địa vị để ngăn cản các đảng nhỏ.
Trong cuộc bầu cử năm 2001, PLC một lần nữa đánh bại FSLN, và Enrique Bolaños thắng cử Tổng thống. Tuy nhiên, Tổng thống Bolaños sau đó đã chia tay PLC và cáo buộc cựu Tổng thống Alemán tham nhũng, với những tội danh có thể bị tuyên án tới 20 năm tù như biển thủ, rửa tiền và tham nhũng. Đảng Sandinista và các thành viên Tự do trung thành với Alemán phản ứng bằng cách tước đoạt quyền lực của Tổng thống Bolaños cùng các bộ trưởng và đe dọa buộc tội phản quốc. Cuộc "đảo chính diễn biến chậm" này đã bị ngăn chặn một phần nhờ sức ép từ phía Hoa Kỳ, với lời hứa hẹn những thay đổi hiến pháp bị trì hoãn cho tới cuộc bầu cử theo dự kiến năm 2006.
Tháng 10 năm 1996, Đảng Liên minh tự do, bảo thủ lên cầm quyền sau khi thắng cử, Tổng thống Arnoldo Aleman bị cáo buộc tham nhũng và làm trầm trọng thêm cuộc khủng hoảng của đất nước.
Tổng thống thuộc Đảng Tự do hợp hiến Enrique Bolanos Geyer (từ tháng 1 năm 2002) không giải quyết được tình trạng khủng hoảng.
Bầu cử ngày 5 tháng 11 năm 2006, lãnh tụ Mặt trận Giải phóng dân tộc Sandino (FSLN) Daniel Ortega Saavedra giành thắng lợi và trở lại cầm quyền sau 16 năm.

## Chính trị
Chính trị Nicaragua theo cơ cấu một nhà nước cộng hòa tổng thống đại diện dân chủ, theo đó Tổng thống Nicaragua vừa là lãnh đạo nhà nước vừa là lãnh đạo chính phủ, và một hệ thống đa đảng phái. Quyền hành pháp do chính phủ đảm nhiệm. Quyền lập pháp vừa do chính phủ vừa do Quốc hội đảm nhiệm. Tư pháp độc lập với hành pháp và lập pháp. Tổng thống hiện nay của Nicaragua là Enrique Bolaños Geyer . Những cuộc bầu cử lập pháp và tổng thống diễn ra ngày 5 tháng 11 năm 2006. 
Cuộc bầu cử này đã mở đường cho Daniel Ortega lên nắm quyền lần thứ ba. Ông đã thắng 39% số phiếu bầu, đủ để chiến thắng.

## Đối ngoại
Nicaragua dưới sự lãnh đạo của Mặt trận Giải phóng dân tộc Sandino chủ trương tăng cường đoàn kết, liên kết Mỹ Latinh, đẩy mạnh quan hệ hợp tác chặt chẽ với Cuba, Venezuela và các nước dân tộc, độc lập ở khu vực; đã chính thức gia nhập "Lựa chọn Boliva cho châu Mỹ" (ALBA) (ngày 15 tháng 1 năm 2007).
Là thành viên của Liên Hợp Quốc, WTO, Tổ chức Lương thực và Nông nghiệp Liên Hợp Quốc (FAO), Nhóm 77 (G-77), Cơ quan Năng lượng Nguyên tử Quốc tế (IAEA), Tổ chức Hàng không Dân dụng Quốc tế (ICAO), Quỹ Tiền tệ Quốc tế (IMF), Phong trào không liên kết....

## Địa lý

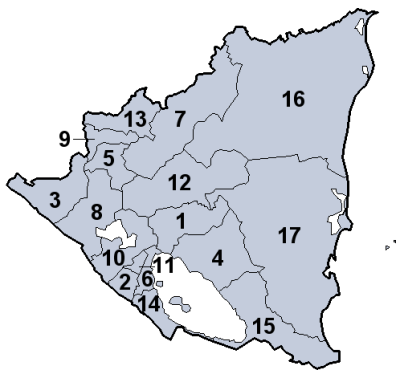
Khu (các thủ đô):
1 Boaco (Boaco)
2 Carazo (Jinotepe)
3 Chinandega (Chinandega)
4 Chontales (Juigalpa, Chontales)
5 Estelí (Estelí)
6 Granada (Granada)
7 Jinotega (Jinotega)
8 León (León)
9 Madriz (Somoto)
10 Managua (Managua)
11 Masaya (Masaya)
12 Matagalpa (Matagalpa)
13 Nueva Segovia (Ocotal)
14 Rivas (Rivas)
15 Río San Juan (San Carlos)
Vùng tự trị
16 RAAN (Bilwi)
17 RAAS (Bluefields)

Chiếm diện tích 129.494 km² - tương đương diện tích Hy Lạp hay bang New York và rộng gấp 1,5 lần Bồ Đào Nha. Gần 8% lãnh thổ là các vườn quốc gia hay các khu dự trữ sinh quyển. Nước này giáp Costa Rica ở phía nam, Honduras ở phía bắc và Biển Caribe ở phía đông.
Nicaragua là một nước cộng hoà nhất thể. Vì các mục đích hành chính đất nước được chia thành 15 khu vực hành chính (departamentos) và hai vùng tự trị dựa theo mô hình Tây Ban Nha. Hai vùng tự trị là Región Autónoma del Atlántico Norte và Región Autónoma del Atlántico Sur, thường được gọi tắt là RAAN và RAAS theo thứ tự. Cho tới khi hai vùng này được trao quy chế tự trị năm 1985 đây từng là một khu vực hành chính duy nhất với tên gọi Zelaya.
Nicaragua có ba vùng địa lý khác biệt: Những vùng đất thấp Thái bình dương, Vùng núi Trung Bắc và Những vùng đất thấp Đại Tây Dương.

### Những vùng đất thấp dọc Thái Bình Dương
Nằm ở phía tây đất nước, những vùng đất thấp này là một đồng bằng màu mỡ, rộng và nóng. Nổi bật trên đồng bằng là nhiều miệng núi lửa thuộc dãy Maribios, gồm cả Mombacho ngay bên ngoài Granada, và Momotombo gần León. Vùng đất thấp chạy từ Vịnh Fonseca tới biên giới phía Thái Bình Dương của Nicaragua với Costa Rica phía nam Hồ Nicaragua. Đây là vùng đông dân cư nhất. Khoảng 27% dân số quốc gia sống trong và xung quanh Managua, thành phố thủ đô, trên bờ phía nam Hồ Managua.
Ngoài những bãi biển và các khu nghỉ dưỡng, những vùng đất thấp dọc Thái Bình Dương còn là nơi chứa đứng nhiều di sản thời thuộc địa Tây Ban Nha của Nicaragua. Các thành phố như Granada và León đều có nhiều công trình kiến trúc và vật dụng thuộc địa.

### Vùng trung tâm

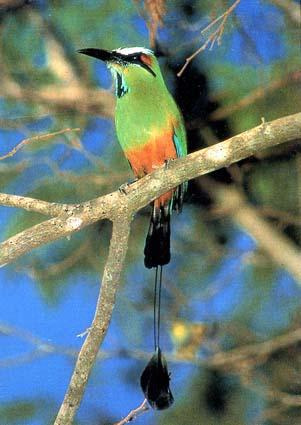
Guardabarranco (Turquoise-browed Motmot): loài chim quốc gia

Đây là một vùng đất cao nằm cách xa bờ biển Thái Bình Dương, với thời tiết lạnh hơn các vùng đất thấp Thái Bình Dương. Khoảng một phần tư ngành nông nghiệp Nicaragua thuộc vùng này, cây cà phê được trồng tại những khu vực đất dốc cao. Sồi, thông, rêu (moss), dương xỉ và lan rất phong phú tại những khu rừng mây trong vùng.
Các loài chim sống trong những khu rừng vùng trung này gồm Chim đuôi seo, sẻ cánh vàng, chim ruồi, chim giẻ cùi và chim tu can.

### Những vùng đất thấp dọc Đại Tây Dương
Vùng rừng nhiệt đới rộng lớn này có ít dân cư sinh sống, với nhiều con sông lớn chảy xuyên qua. Río Coco tạo thành biên giới với Honduras. Bờ biển Caribe quanh co hơn nhiều so với bờ biển Thái Bình Dương tương đối thẳng phía bên kia. Các đầm phá và châu thổ bố trí không đều tạo ra kiểu địa hình này.
Bờ biển nhiệt đới phía đông Nicaragua rất khác biệt so với những vùng còn lại của đất nước. Khí hậu chủ yếu là nhiệt đới, nhiệt độ cao, độ ẩm cao. Quanh khu vực thành phố Bluefields, tiếng Anh được sử dụng rộng rãi với tiếng Tây Ban Nha là ngôn ngữ chính thức trong cộng đồng dân cư rất giống với nhiều cộng đồng tiêu biểu tại các cảng biển Caribe hơn mọi nơi khác tại Nicaragua.
Rất nhiều loài chim sinh sống ở khu vực này gồm đại bàng, gà gô, chim tu can, vẹt đuôi dài và macaw. Các loài động vật gồm nhiều loài khỉ, thú ăn kiến, hươu đuôi trắng và heo vòi.
Xem thêm:
- Núi lửa Nicaragua
- Danh sách thành phố Nicaragua

## Kinh tế

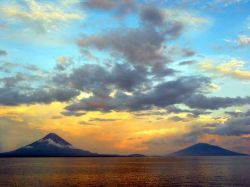
Núi lửa Maderas và Concepcion, địa điểm du lịch nổi tiếng của Nicaragua

Kinh tế Nicaragua từ lâu đã dựa vào xuất khẩu các loại cây trồng như chuối, cà phê, và thuốc lá. Rượu rum Nicaragua nổi tiếng có chất lượng cao nhất Mỹ La tinh, và thuốc lá cùng thịt bò của họ cũng được đánh giá cao. Trong thời Chiến tranh Sandinista đầu thập niên 1980, đa số hạ tầng quốc gia đã bị hư hại hay phá huỷ, lạm phát từng lên tới mức hàng nghìn phần trăm. Từ cuối cuộc chiến hai thập kỷ trước đây, nhiều ngành công nghiệp thuộc sở hữu nhà nước đã được tư nhân hoá. Lạm phát đã xuống mức kiểm soát được và kinh tế tăng trưởng khá nhanh trong những năm gần đây.
Như nhiều quốc gia đang phát triển khác, một tỷ lệ lớn người nghèo tại Nicaragua là phụ nữ. Ngoài ra, một số phần trăm khá cao hộ gia đình Nicaragua do phụ nữ làm chủ hộ: 39% tại thành phố và 28% tại nông thôn.
Đất nước này vẫn đang là một nền kinh tế đang hồi phục và tiếp tục áp dụng các biện pháp cải cách hơn nữa, và chúng cũng chính là điều kiện do Quỹ tiền tệ quốc tế (IMF) đặt ra. Năm 2005, các bộ trưởng tài chính của tám nước công nghiệp hàng đầu (G-8) đã xóa nợ nước ngoài cho Nicaragua, như một phần trong chương trình Các nước nghèo có số nợ lớn (HIPC). Tới năm 2016, Nicaragua là nước nghèo thứ ba tại châu Mỹ sau Bolivia và Honduras, với mức Tổng sản phẩm quốc nội (GDP) trên đầu người khoảng $13.413, đứng thứ 123 thế giới và đứng thứ 19 khu vực Mỹ Latin. Tỷ lệ thất nghiệp chính thức khoảng 11%, và 36% khác ở tình trạng bán thất nghiệp.
Đơn vị tiền tệ Nicaragua là Córdoba (NIO) được đặt theo tên Francisco Hernández de Córdoba người sáng lập quốc gia.

### Du lịch
Trong khoảng 15 năm qua, lĩnh vực du lịch đã phát triển mạnh mẽ, và ảnh hưởng tích cực tới đời sống và kinh tế Nicaragua. Từ năm 2001, 600 triệu đôla đã được đầu tư cho du lịch, đa số khoản tiền này có từ các nhà đầu tư Nicaragua và Hoa Kỳ. Đất nước này nổi tiếng về phong cảnh, hệ động thực vật, văn hoá, các bãi biển và tất nhiên là cả các hồ nước và núi lửa.
Theo Bộ Du lịch Nicaragua, thành phố thời thuộc địa Granada, Nicaragua là địa điểm du lịch hoàn hảo. Tương tự, các thành phố León, Masaya, Rivas và các địa điểm khác như San Juan del Sur, San Juan River, Ometepe, Mombacho Volcano, Corn Island & Little Corn Island, và các nơi khác cũng là những địa điểm thu hút nhiều du khách. Ngoài ra, du lịch sinh thái và môn thể thao lướt sóng cũng là điểm cuốn hút du khách tới Nicaragua.
Những lợi ích kinh tế có thể thu được từ du lịch là điều không thể tranh cãi; ngày nay, du lịch chiếm khoảng 10% thu nhập Nicaragua. Nhiều khoản đầu tư và hỗ trợ từ phía chính phủ sẽ được đổ thêm vào đây sau khi Thỏa thuận Tự do Thương mại Trung Mỹ-Dominica được ký kết.

## Nhân khẩu
Theo cuộc điều tra dân số năm 2005, Nicaragua có dân số 5.483.400 triệu người, tăng 20% so với con số 4.357.099 triệu trong cuộc điều tra năm 1995.
Người Nicaraguan gốc Âu hay lai Âu và người da rất đen cũng như người có tổ tiên bản xứ (mestizos) chiếm tới 86% dân số, và 80% trong số họ là mestizos và 17% có nguồn gốc Châu Âu (chủ yếu là Tây Ban Nha, Đức, Italia và Pháp).
Ở thế kỷ 19, có một thiểu số bản xứ nhỏ, nhưng nhóm này đã bị đồng hóa văn hóa nhiều và bị gộp vào nhóm chính Mestizo. Chủ yếu trong thế kỷ mười chín, Nicaragua đã chứng kiến nhiều đợt di dân từ các quốc gia châu Âu. Đặc biệt ở cá thành phố phía bắc như Esteli và Matagalpa có các cộng đồng dân cư Đức thế hệ thứ tư khá đông đúc. Đa số người Mestizo và gốc Âu sống tại các vùng phía tây đất nước tại các thành phố Managua, Granada and Leon.
Khoảng 9% dân số Nicaragua là người da đen, hay người da đen Nicaragua, và chủ yếu sống tại những vùng thưa thớt dân cư ở bờ biển Caribe hay Đại Tây Dương. Người da đen chủ yếu có nguồn gốc Tây Ấn (Antillean), con cháu của những công nhân da đen được mua về chủ yếu từ Jamaica và Haiti khi vùng này còn thuộc quyền bảo hộ của Anh. Nicaragua là nước có số dân da đen đông thứ hai tại Trung Mỹ sau Panama. Cũng có một số lượng nhỏ người Garifuna, một dân tộc lai Carib, Angola, Congo và Arawak.
5% dân số còn lại gồm hậu duệ của những người thổ dân trong nước chưa lai tạp. Dân số Nicaragua thời tiền Colombo gồm người Nahuatl-người nói tiếng Nicarao ở phía tây và tên đất nước cũng bắt nguồn từ dân tộc này, và sáu nhóm sắc tộc gồm Miskito, Ramas và Sumo dọc theo bờ biển Caribe. Tuy còn rất ít người Nicarao thuần chủng, các dân tộc Caribe vẫn giữ nét khác biệt của mình. Giữa thập niên 1980 chính phủ đã chia khu hành chính Zelaya - gồm phần phía đông dất nước - thành hai vùng tự trị vvà trao cho người Phi cùng người bản xứ trong vùng quyền tự quản hạn chế bên trong nước Cộng hoà.
Có một cộng đồng người Nicaragua Trung Đông nhỏ tại nước này với các sắc tộc Syria, Armenia, Palestin và Liban tại Nicaragua tổng cộng khoảng 30.000 người, và một cộng đồng các sắc tộc Đông Á như Nhật Bản, Đài Loan và Trung Quốc khoảng 8.000 nghìn người. Các cộng đồng thiểu số nói tiếng Tây Ban Nha cũng vẫn giữ các ngôn ngữ của tổ tiên mình.

## Văn hoá
Tôn giáo tại Nicaragua (2005)

Nicaragua có dân số rất trẻ với khoảng 36% dưới 18 tuổi. Đất nước này có các truyền thống dân gian, âm nhạc và tôn giáo mạnh mẽ, bị ảnh hưởng mạnh từ văn hoá Bán đảo Iberia và trở nên giàu có thêm với âm nhạc cùng đặc trưng Amerindia. Nicaragua từ lâu đã là trung tâm thơ văn của thế giới Hispanic (người châu Mỹ nói tiếng Tây Ban Nha), với những tác gia nổi tiếng như Rubén Darío.
Giáo dục là miễn phí cho mọi người daâ Nicaraguan. Giáo dục tiểu học miễn phí và là bắt buộc, tất cả các cộng đồng tại Bờ biển Đại Tây Dương đều được tiếp cận giáo dục bằng ngôn ngữ mẹ đẻ của họ. Giáo dục bậc cao hơn được quyền tự quyết về tài chính, cơ cấu và quản lý hành theo pháp luật. Tương tự như vậy, tự do của các công dân cũng được công nhận.
Văn hóa Nicaragua có thể được xác định sâu hơn nữa qua nhiều nét riêng biệt. Phía tây đất nước bị Tây Ban Nha thực dân hóa và người dân ở đây đa số là người Mestizo và European; tiếng Tây Ban Nha luôn là ngôn ngữ thứ nhất của họ.
Trái lại, nửa phía đông đất nước, từng là vùng bảo hộ của Anh. Tiếng Anh vẫn giữ vị trí thống trị tại đây và được sử dụng song song với tiếng Tây Ban Nha. Cả hai ngôn ngữ đều được dạy trong trường học. Văn hóa của vùng này tương tự như các quốc gia Caribe từng thuộc quyền quản lý của Anh, như Jamaica, Belize, Quần đảo Cayman, vân vân. Dù những cuộc di cư gần đây của người mestizo đã gây ảnh hưởng lớn trên các thế hệ trẻ tuổi và làm tăng số lượng dân sử dụng cả hai ngôn ngữ trong gia đỉnh hay chỉ nói tiếng Tây Ban Nha. Một phần khá lớn dân chúng người là lai Phi, cũng như số người Garifuna ít đông đảo hơn. Vì ảnh hưởng châu Phi, ở Bờ biển phía Đông, có nhiều kiểu âm nhạc. Loại nhạc nhảy được nhiều người ưa chuộng gọi là 'Palo de Mayo', hay Maypole, được sử dụng trong dịp Lễ hội Maypole, tháng 5. Âm nhạc này mang nhiều tính nhục dục với nhiều nhịp điệu. Lễ hội này bắt nguồn từ lễ Maypole dịp May Day của người Anh, và đã những người Nicaragua gốc Phi tại Caribe hay Mosquito Coast thay đổi để thích hợp với đời sống của họ.
Trong số những nền văn hóa từng hiện diện trước thời kỳ thực dân châu Âu, những dân tộc nói tiếng Nahuatl sống đông đúc ở phía tây đất nước hầu như đã đồng hóa vào văn hóa latinh. Tuy nhiên, ở phía đông, nhiều nhóm bản xứ vẫn giữ được bản sắc của mình. Các dân tộc Miskito, Sumo, và Rama vẫn giữ tiếng nói của mình, và sử dụng thêm tiếng Anh và/hay tiếng Tây Ban Nha. Dân tộc ít người Garifuna nói Garifuna của riêng họ cùng tiếng Anh và Tây Ban Nha.

### Ngôn ngữ và Tôn giáo

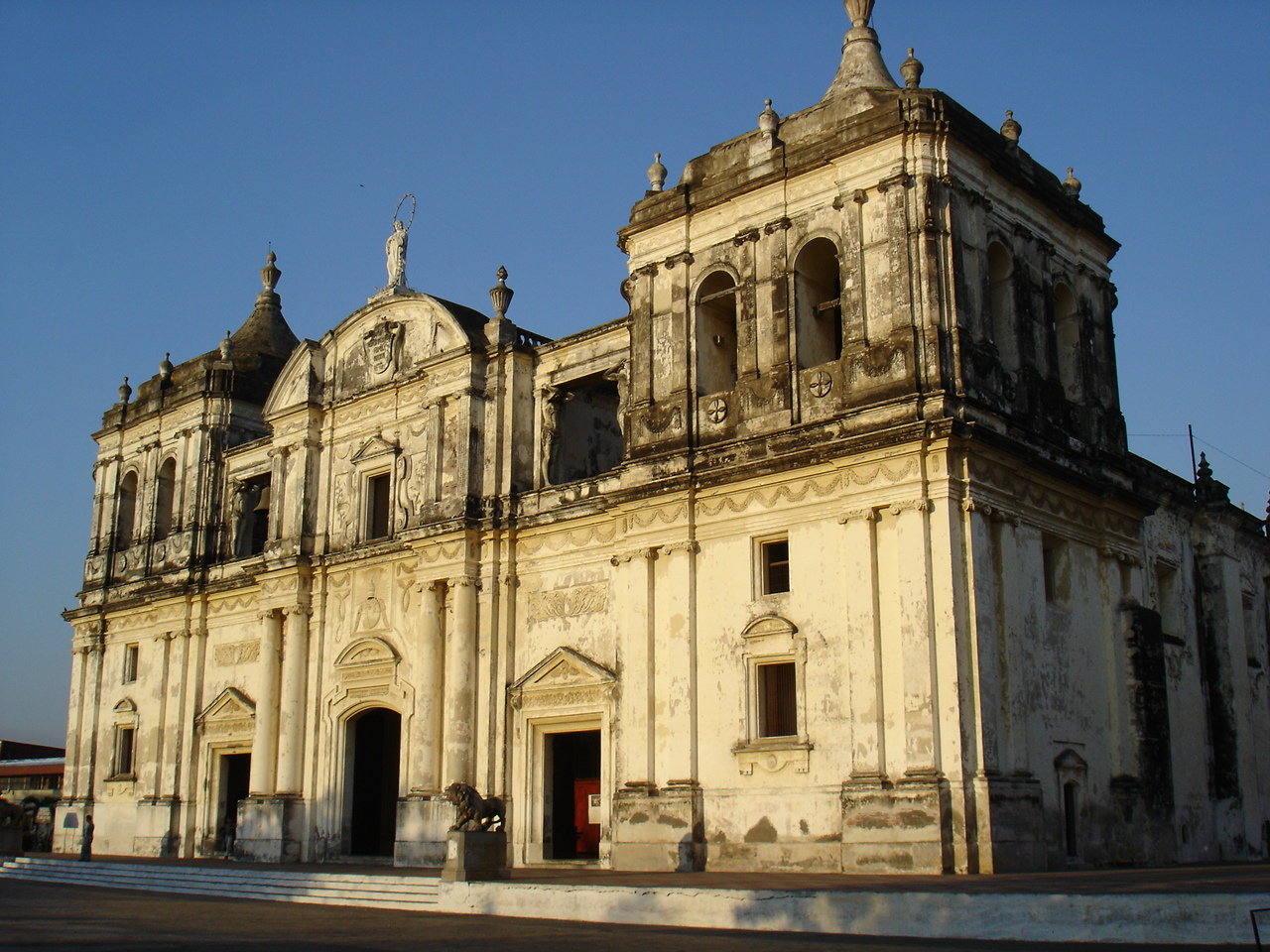
Nhà thờ Leon, di sản văn hóa thế giới của Nicaragua và là một trong những trung tâm của Công giáo Nicaragua

90% dân cư sử dụng tiếng Tây Ban Nha; người Nicaragua nói thứ tiếng Tây Ban Nha Iberoamerica với một số điểm tương đồng với tiếng Tây Ban Nha El Salvador, Guatemala và Honduras—về cấu trúc sử dụng "vos" thay cho "tu" cùng với sự kết hợp "vos". Dân cư da đen vùng bờ biển phía đông dùng tiếng Anh như ngôn ngữ mẹ đẻ. Nhiều dân tộc bản xứ ở phía đông vẫn sử dụng ngôn ngữ riêng của mình, các ngôn ngữ chính trong số này gồm Miskito, Sumo, và nhóm bản xứ Rama. Ngôn ngữ Ký hiệu Nicaragua thu hút sự quan tâm đặc biệt của các nhà ngôn ngữ học.
Tôn giáo là một phần quan trọng của nền văn hóa Nicaragua và được bảo vệ trong hiến pháp.Tự do tôn giá, đã được đảm bảo kể từ năm 1939, và khoan dung tôn giáo được thúc đẩy bởi chính phủ Nicaragua và hiến pháp.
Các tôn giáo lớn nhất, và truyền thống của đa số người dân là Công giáo La Mã. Số người thực hành niềm tin Công giáo La Mã đã sụt giảm, trong khi tín đồ của các nhóm truyền đạo Tin Lành và Giáo hội Mặc Môn đã phát triển nhanh chóng về số lượng từ những năm 1990. Ngoài ra còn có các cộng đồng giáo phái Anh và Moravian khá đông đảo ở vùng bờ biển Caribe. Cuộc điều tra dân số năm 1995 cho thấy các tôn giáo xếp hạng như sau: Công giáo La Mã 72,9%, Phúc Âm 15,1%, Moravian 1,5%, Episcopal 0,1%, khác 1,9%, không theo tôn giáo 8,5%.
Công giáo La Mã đến Nicaragua trong thế kỷ XVI với cuộc chinh phục của Tây Ban Nha và đến năm 1939, Giáo hội Công giáo Nicaragua thành lập. Tin Lành và các giáo phái Kitô giáo khác đến Nicaragua trong thế kỷ XIX, nhưng chỉ phát triển mạnh ở các vùng ven bờ biển Caribbean trong thế kỷ XX.

## Ẩm thực
Với diện tích 130.373 km², Nicaragua là đất nước lớn nhất vùng Trung Mỹ. Nằm trong vùng nhiệt đới, thiên nhiên Nicaragua vô cùng phong phú và đó cũng là một trong những yếu tố tạo nên nền ẩm thực có hương vị rất riêng của đất nước này.
Từ xa xưa, thành phần chính của thức ăn Nicaragua đã là bắp. Thừa hưởng cách chế biến thức ăn từ những bộ lạc cổ sống trên vùng đất này, người dân Nicaragua sử dụng bắp rộng rãi trong mọi món ăn, từ các loại soup cho đến món thịt. Điều này giải thích sự tương đồng giữa thức ăn Nicaragua và thức ăn của những nước khác ở Trung Mỹ và México.
Nguyên liệu bắp có thể dùng trong nhiều loại nước uống như Chicha (trái cây và bắp lên men nhẹ, độ cồn chỉ khoảng 1-3%) hay Pinol (bắp xay cùng vài loại hạt, sau đó dùng pha nước). Bắp còn dùng làm những món ăn chính như Nacatamal (món bánh giống bánh tét của Việt Nam, cũng có bột, gạo, các loại thịt, bắp, lá thơm cũng như các gia vị khác, gói bằng lá chuối rồi hấp chín), Indio Viejo (món soup hầm nhừ với bắp, khoai, cà chua và hành tây cùng với thịt và gia vị đủ loại sau đó pha thêm bơ và nước), và Sopa de Albondiga (soup thịt băm viên, thêm vào nhiều rau củ, các loại đậu, bắp và gia vị thơm, có tác dụng chống cảm cúm rất tốt). Thậm chí bắp có mặt trong cả các món ăn vặt như Atolillo (món tráng miệng làm từ bắp non xay, bột bắp, sữa, quế và đường) và Perrereque (bánh mì làm từ bắp).
Ngoài ra, người Nicaragua còn sử dụng những loại thịt mà người phương Tây sẽ thấy khó ăn như đuôi, vú, ruột, óc... của bò; hay da, móng và huyết heo. Ẩm thực Nicaragua còn khai thác cả những loại đặc sản bị các nhà khoa học khuyến cáo vì sự tuyệt chủng của giống loài đó như trứng rùa, các loại kỳ nhông và trăn Nam Mỹ.
Nicaragua có rất nhiều món ăn truyền thống. Mỗi vùng miền đều có những món đặc trưng riêng, góp phần làm nên diện mạo ẩm thực của Nicaragua.

## Các chủ đề khác
- Viễn thông Nicaragua
- Qua hệ nước ngoài Nicaragua
- Quân đội Nicaragua
- Miskito
- Mosquito Coast
- Ẩm thực Nicaragua
- Cộng đồng người Do Thái Nicaragua
- Vận tải Nicaragua
- Asociación de Scouts de Nicaragua
- Danh sách phim và sách về Nicaragua